# Escala alterada
No jazz, a escala alterada, escala dominante alterada, escala palamidiana ou escala super lócria é uma escala de sete notas que é uma escala dominante [en] onde todas as notas não essenciais foram alteradas. Isso significa que ela compreende as três notas irredutivelmente essenciais que definem um acorde de sétima dominante [en], que são fundamental, terça maior e sétima menor e que todas as outras notas do acorde foram alteradas [en]. Essas são:
- a quinta é alterada para uma ♭5 e uma ♯5
- a nona é alterada para uma ♭9 e uma ♯9
- a décima primeira é alterada para uma ♯11 (equivalente a uma ♭5)
- a décima terceira é alterada para uma ♭13 (equivalente a uma ♯5)

As formas alteradas de algumas das notas não essenciais coincidem (décima primeira aumentada com quinta diminuta e quinta aumentada com décima terceira menor), o que significa que esses graus da escala são enarmonicamente idênticos e têm múltiplas grafias potenciais. As formas naturais das notas não essenciais não estão presentes na escala. Isso significa que falta uma nona maior, uma décima primeira justa, uma quinta justa e uma décima terceira maior.
Isso está escrito abaixo em notação musical com as notas de acordes essenciais coloridas em preto e as notas de acordes alterados não essenciais coloridas em vermelho.
A reprodução de áudio não é suportada no seu ''browser''. Você pode descarregar o ficheiro de áudio.
A escala alterada é feita pela sequência:
Meio, inteiro, meio, inteiro, inteiro, inteiro, inteiro
A abreviação "alt" (para "alterado") usada em símbolos de acorde aumenta a legibilidade, reduzindo o número de caracteres necessários para definir o acorde e evita a confusão de vários nomes complexos equivalentes. Por exemplo, "C7alt" suplanta "C7♯5♭9♯9♯11", "C7−5+5−9+9", "Caug7−9+9+11", etc.
Essa escala existe há muito tempo como o 7º modo da escala menor melódica ascendente [en].

## Ortografias enarmônicas e nomes alternativos
A escala alterada de dó (C) também é enarmonicamente equivalente ao modo lócrio de dó (C) com fá (F) alterado para fá bemol (F♭). Por esta razão, a escala alterada às vezes é chamada de escala super-lócria ou escala lócria de quarta bemól (♭4).
É também enarmonicamente o sétimo modo da escala menor melódica ascendente [en]. A escala alterada também é conhecida como escala de Pomeroy em homenagem a Herb Pomeroy [en], escala de Ravel em homenagem a Maurice Ravel e escala de tons inteiros diminuída devido à sua semelhança com a parte inferior da escala diminuta e e a parte superior da escala de tons inteiros.
A escala super-lócria (enharmonicamente idêntica à escala alterada) é obtida diminuindo meio tom da quarta nota do modo lócrio diatônico:
A reprodução de áudio não é suportada no seu ''browser''. Você pode descarregar o ficheiro de áudio.
Outra forma de obter a escala alterada é elevando a tônica de uma escala maior em meio tom. Por exemplo, pegar a tônica da escala de si (B) maior e aumentar a tônica em meio tom produz a escala C–C♯–D♯–E–F♯–G♯–A♯–C.
A escala alterada também pode ser a escala maior com todas as notas, exceto a tônica, sendo diminuídas meio tom.